# Flogned en Skarbol
Flogned en Skarbol (Zweeds: Flogned och Skarbol) is een småort in de gemeente Eda in het landschap Värmland en de provincie Värmlands län in Zweden. Het småort heeft 153 inwoners (2005) en een oppervlakte van 43 hectare. Eigenlijk bestaat het småort uit twee plaatsen: Flogned en Skarbol.